# Tông Địa du
Tông Địa du (danh pháp khoa học: Sanguisorbeae) là một tông trong phân họ Hoa hồng (Rosoideae) của họ Hoa hồng (Rosaceae). Nó chứa 16 chi trong 2 phân tông là Agrimoniinae và Sanguisorbinae.

## Phân loại
- Phân tông Agrimoniinae
  - Agrimonia: Chi Long nha thảo
  - Aremonia
  - Hagenia: đặc hữu miền núi châu Phi
  - Leucosidea: đặc hữu miền núi châu Phi
  - Spenceria: mã đề hoàng
- Phân tông Sanguisorbinae
  - Acaena
  - Cliffortia
  - Dendriopoterium
  - Marcetella
  - Margyricarpus (bao gồm cả Tetraglochin)
  - Polylepis
  - Poteridium
  - Poterium (bao gồm cả Bencomia)
  - Sanguisorba: địa du
  - Sarcopoterium

## Hình ảnh

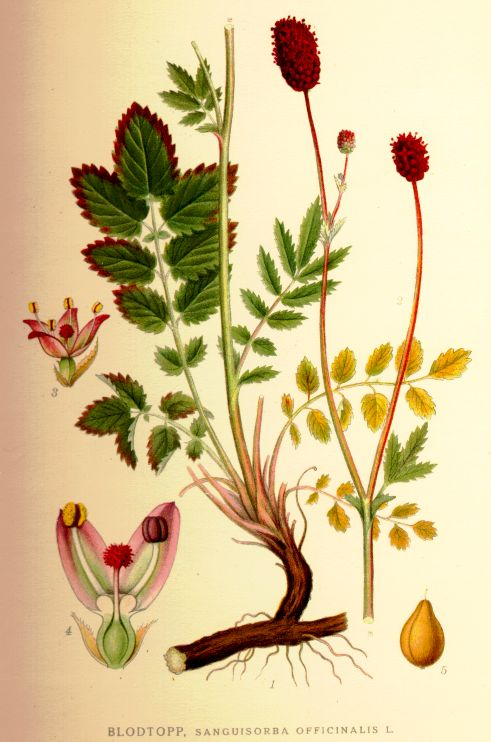
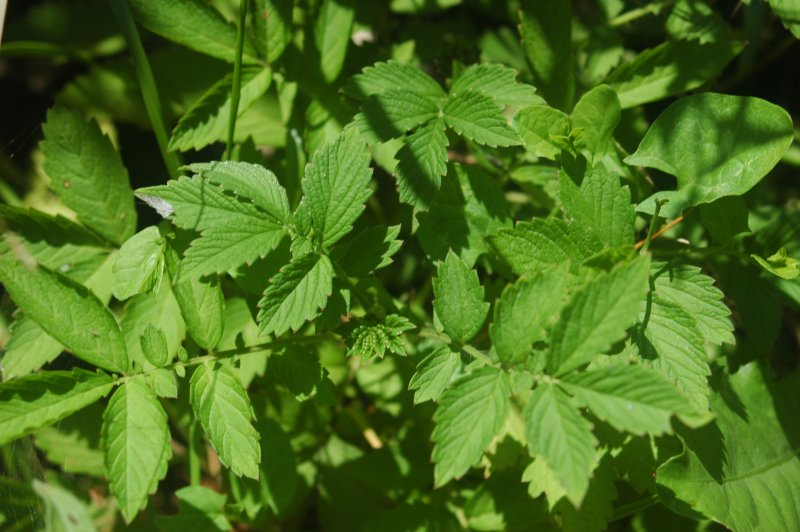